# 1. deild Wysp Owczych (1980)
W roku 1980 odbyła się 38. edycja 1.deild (dziś, od 2012 roku zwanej Effodeildin), czyli pierwszej ligi piłki nożnej archipelagu Wysp Owczych. Obrońcą tytułu był po raz pierwszy, i jak dotąd po raz ostatni, klub ÍF Fuglafjørður, a zwycięzcą został TB Tvøroyri, jak dotąd przedostatni raz w swojej historii.
Dziś w Effodeildin mecze rozgrywa 10 zespołów, jednak w roku 1980, przez mniejszą ich liczbę w obrębie całego archipelagu w rozgrywkach pierwszoligowych brało ich udział osiem. Sytuacja ta utrzymywała się od roku 1979, kiedy ich liczbę powiększono o jeden. Spadek do niższej ligi jest możliwy od rozgrywek w 1976, tym razem na ostatnim miejscu w tabeli znalazł się klub MB Miðvágur z wyspy Vágar.
Najlepszym strzelcem turnieju został Jóan Petur Olgarsson z dorobkiem 18 bramek, uznawany dziś za jednego z najlepszych zawodników TB Tvøroyri w historii tego klubu.

## Uczestnicy
| Uczestnicy 1. deild 1979                                                                                      | Uczestnicy 1. deild 1979 | Uczestnicy 1. deild 1979 | Uczestnicy 1. deild 1979 |
| --- | ------------------------ | ------------------------ | ------------------------ |
| ÍF | ÍF Fuglafjørður          | 1                        |                          |
| TB | TB Tvøroyri              | 2                        |                          |
| HB | HB Tórshavn              | 3                        |                          |
| B36 | B36 Tórshavn             | 4                        |                          |
| MB | MB Miðvágur              | 5                        |                          |
| KÍ | KÍ Klaksvík              | 6                        |                          |
| VB | VB Vágur                 | 7                        |                          |
| Awans z 2. deild 1979                                                                                         |                          |                          |                          |
| GÍ | GÍ Gøta                  | 1                        |                          |
| Oznaczenia: - kolumna pierwsza – skróty nazw drużyn, - kolumna trzecia – miejsce zajęte w poprzednim sezonie. |                          |                          |                          |

## Rozgrywki

### Tabela ligowa
| Lp. | Drużyna         | M  | Z  | R | P  | Bramki | Bramki | Różn. | Pkt | Uwagi              |
| --- | --------------- | -- | -- | - | -- | ------ | ------ | ----- | --- | ------------------ |
| 1   | TB Tvøroyri (M) | 14 | 12 | 1 | 1  | 52     | 10     | +42   | 25  |                    |
| 2   | HB Tórshavn     | 14 | 9  | 2 | 3  | 31     | 19     | +12   | 20  |                    |
| 3   | KÍ Klaksvík     | 14 | 7  | 3 | 4  | 20     | 16     | +4    | 17  |                    |
| 4   | GÍ Gøta         | 14 | 7  | 3 | 4  | 26     | 26     | 0     | 17  |                    |
| 5   | ÍF Fuglafjørður | 14 | 5  | 3 | 6  | 18     | 20     | −2    | 13  |                    |
| 6   | VB Vágur        | 14 | 3  | 3 | 8  | 12     | 30     | −18   | 9   |                    |
| 7   | B36 Tórshavn    | 14 | 2  | 2 | 10 | 12     | 27     | −15   | 6   |                    |
| 8   | MB Miðvágur (S) | 14 | 2  | 1 | 11 | 10     | 33     | −23   | 5   | Spadek do 2. deild |

### Wyniki spotkań
| Gospodarz \ Gość | B36 | GÍ  | HB  | ÍF  | KÍ  | MB  | TB  | VB  |
| B36 Tórshavn     |     | 2:4 | 2:3 | 0:1 | 1:1 | 2:0 | 0:1 | 1:0 |
| GÍ Gøta          | 2:2 |     | 1:1 | 0:3 | 2:1 | 5:1 | 0:3 | 4:1 |
| HB Tórshavn      | 1:0 | 7:1 |     | 3:1 | 1:3 | 5:0 | 0:5 | 4:0 |
| ÍF Fuglafjørður  | 1:0 | 1:1 | 1:3 |     | 0:1 | 3:0 | 2:2 | 1:1 |
| KÍ Klaksvík      | 2:1 | 0:1 | 0:2 | 0:5 |     | 1:1 | 3:2 | 5:1 |
| MB Miðvágur      | 2:0 | 0:4 | 0:3 | 1:2 | 0:1 |     | 1:5 | 1:2 |
| TB Tvøroyri      | 7:1 | 3:0 | 5:1 | 4:1 | 4:0 | 1:0 |     | 2:0 |
| VB Vágur         | 2:0 | 0:1 | 0:0 | 1:0 | 0:0 | 2:3 | 1:7 |     |

Aktualne na 11 sierpnia 2012. Źródło: FaroeSoccer.com
Objaśnienia:
1Drużyna gospodarzy jest wymieniona po lewej stronie tabeli.
Kolory: zielony – zwycięstwo gospodarzy, żółty – remis, różowy – zwycięstwo gości.